# All-Pro Football 2K8
All-Pro Football 2K8 (APF2K8) est un jeu vidéo de football américain sorti en 2007 et fonctionne sur PlayStation 3 et Xbox 360. Le jeu a été développé par Visual Concepts puis édité par 2K Sports.
Barry Sanders, John Elway et Jerry Rice apparaissent sur la couverture du jeu.